# Ліз Трасс
Мері Елізабет «Ліз» Трасс (англ. Mary Elizabeth «Liz» Truss; нар. 26 липня 1975, Оксфорд, Англія, Велика Британія) — британська політична діячка, за поглядами — консерватор. Колишня прем'єр-міністр Великої Британії з 6 вересня до 25 жовтня 2022 року, третя жінка на цій посаді після Маргарет Тетчер та Терези Мей. Голова Консервативної партії (2022).
Член Палати громад від округу Південно-Західний Норфолк з 2010 року. З 15 вересня 2021 до 6 вересня 2022 року — Міністр закордонних справ. З 10 вересня 2019 до 15 вересня 2021 — Міністр у справах жінок та рівних можливостей. З 15 липня 2014 до 14 липня 2016 — Міністр довкілля, продовольства і сільських справ в уряді Девіда Кемерона.

## Ранні роки
Мері Елізабет Трасс народилася 26 липня 1975 року в Оксфорді, Англія, в сім'ї Джона Кеннета та Прісцилли Мері Трасс (уродженої Грасбі). З раннього віку відома під своїм другим ім'ям. Її батько є почесним професором чистої математики в Університеті Лідса, а її мати, дочка викладача латини в Болтонській школі, була медсестрою, вчителем та членом кампанії за ядерне роззброєння. Трасс описала своїх батьків як «лівих від лейбористів». Коли Трасс пізніше балотувалась на виборах до парламенту як консерватор, її мати погодилася вести кампанію за неї, тоді як батько відмовився це зробити.
Сім'я переїхала до Пейслі, Ренфрюшир, у Шотландії, коли їй було чотири роки, і жила там з 1979 до 1985 року, а Трасс відвідувала Західну початкову школу. Потім вона відвідувала школу Раундгей у районі Раундгей у Лідсі, школу, яка, як вона пізніше сказала, «підвела» дітей. Потім вона протягом року жила в Канаді. Трасс похвалила канадську навчальну програму та ставлення канадців до того, що «бути найкращим у класі» було «справді добре», на відміну від її навчання у школі Раундгей. Вона вивчала філософію, політику та економіку в Мертон-коледжі, Оксфорд, який закінчила 1996 року.
Трасс була активною ліберал-демократкою. Вона була президентом Ліберально-демократичної партії Оксфордського університету та членом національного виконавчого комітету Ліберально-демократичної молоді та студентів (LDYS). Протягом свого часу як ліберал-демократ Трасс підтримувала легалізацію канабісу та скасування монархії, і провела кампанію проти Закону про кримінальне правосуддя та громадський порядок 1994 року.
Трасс приєдналася до Консервативної партії у 1996 році.

## Професійна кар'єра
З 1996 до 2000 року Трасс працювала в Royal Dutch Shell, за цей час вона отримала кваліфікацію дипломованого управлінського бухгалтера (ACMA) в 1999 році. У 2000 році Трас працювала в Cable & Wireless і перед відходом у 2005 році дісталася економічного директора.
Після поразки на перших двох виборах Трасс у січні 2008 року стала штатним заступником директора відділу реформ, де вона виступала за суворіші академічні стандарти в школах, приділяючи більшу увагу боротьбі з серйозною та організованою злочинністю та вживанню термінових заходів із боротьби з падінням конкурентоспроможності Великій Британії. Вона є автором The Value of Mathematics, Fit for Purpose, A New Level, Back To Black тощо.

## Політика
Трасс була головою Консервативної асоціації Льюїшема Дептфорда з 1998 по 2000 рік. 4 травня 2006 року вона була обрана радником від Елтем-Саут на виборах до міської ради Лондона в Гринвічі.

### Кандидат у депутати
На загальних виборах 2001 року Трасс балотувалась в окрузі Гемсворт у Західному Йоркширі, безпечному місці для Лейбористської партії. Вона посіла друге місце, але збільшила кількість голосів консерваторів на 4 %. Перед загальними виборами 2005 року кандидат у депутати від Колдер-Веллі Сью Кетлінг була змушена піти у відставку з боку місцевої Консервативної асоціації, після чого Трасс було обрано для боротьби за місце, яке також розміщене на Західному Йоркширі.
За Девіда Кемерона як лідера консерваторів Трасс була додана до «Списку А» партії. У жовтні 2009 року її обрали на місце в Південно-Західному Норфолку члени Консервативної асоціації виборчого округу. Вона набрала понад 50 % голосів у першому турі фіналу проти п'яти інших кандидатів. Незабаром після її обрання деякі члени асоціації виборчого округу заперечували проти вибору Трасс через її нездатність заявити про попередній роман з одруженим депутатом-консерватором Марком Філдом. Було запропоновано зняти кандидатуру Трасс, але пропозиція було відхилено 132 голосами проти 37 на загальних зборах членів асоціації через три тижні.

## Міністр

### Молодший міністр (2012—2014)

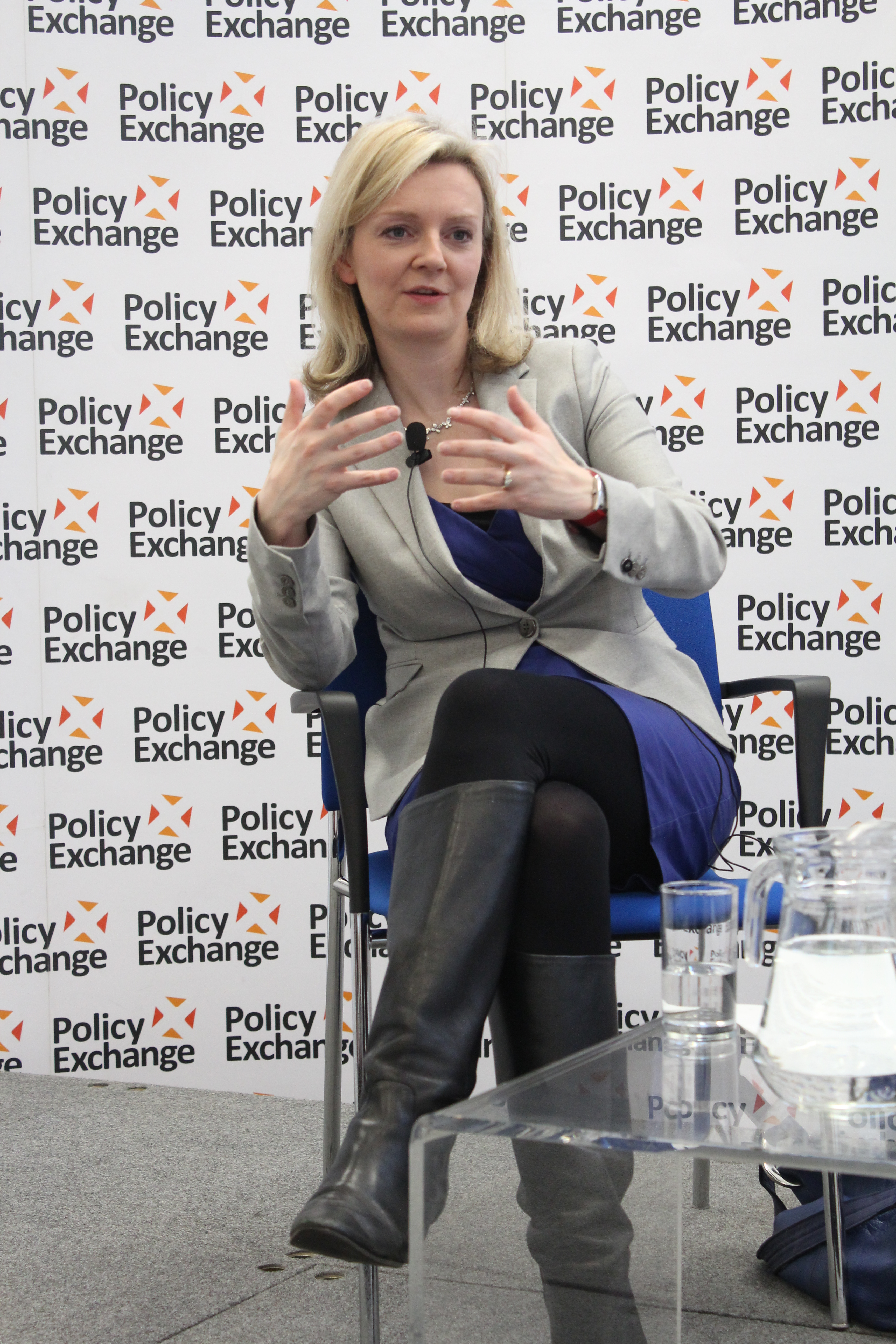
Трасс на біржі політики аналітичного центру, 2013

4 вересня 2012 року Трасс було призначено парламентським заступником державного секретаря в Міністерстві освіти, відповідальним за догляд за дітьми та раннє навчання, оцінку, кваліфікацію та реформу навчальних програм, поведінку та відвідуваність, а також перевірку шкільного харчування.
У січні 2013 року вона оголосила про пропозиції реформувати A-Levels, зосередивши іспити наприкінці дворічних курсів. Вона прагнула покращити британські стандарти з математики, побоюючись, що діти відстають від дітей в азійських країнах, і в лютому 2014 року здійснила ознайомчий візит до шкіл та центрів підготовки вчителів у Шанхаї, щоб побачити, як діти там стали кращими у світі з математики.
Трасс також виклала плани щодо реформування догляду за дітьми в Англії, що дозволило переглянути кваліфікацію з догляду за дітьми та збільшити максимальну кількість дітей порівняно з дорослими в установі з догляду з наміром розширити доступність послуг з догляду за дітьми, а також підвищити заробітну плату та кваліфікацію. персоналу. Пропоновані реформи широко вітали деякі організації, такі як благодійна організація 4Children, Конфедерація британської промисловості та Коледж Західної Англії. Проте пропозиції зустріли протидію з боку інших. Генеральний секретар TUC Френсіс О'Грейді і тодішній міністр тіньової освіти Стівен Твігг були серед тих, хто критикував реформи, і їх підтримали деякі батьки та органи з догляду за дітьми, такі як благодійна асоціація національних дитячих садків.
Оглядачка Поллі Тойнбі різко критикувала плани міністра і закликала Трасс продемонструвати, як поодинці доглядати двох немовлят разом із чотирма малюками. Трасс відповіла на виклик Тойнбі, заявивши, що бути раннім педагогом є дуже складною роботою, що вимагає великих та спеціальних знань, для яких вона не підготовлена. У цьому випадку аспекти реформ, що стосуються послаблення коефіцієнтів догляду за дітьми, заблокував заступник прем'єр-міністра Нік Клегг, який сказав: «це була погана ідея».

### Міністр довкілля (2014—2016)
У процесі перестановок у кабінеті міністрів 15 липня 2014 року Трасс була призначена державним секретарем з питань довкілля, продовольства та сільського господарства, замінивши Оуена Патерсона. На відміну від свого попередника, Трасс заявила, що вона повністю вірить у те, що зміна клімату відбувається, і що «люди зробили свій внесок у це».
У листопаді 2014 року Трасс запустила нову 10-річну стратегію бджіл та запилювачів, щоб спробувати звернути назад тенденцію скорочення популяцій бджіл, включаючи стратегію відродження традиційних лук, які забезпечують найбільш родюче середовище для запилювачів. У липні 2015 року вона схвалила обмежене тимчасове скасування заборони ЄС на використання двох неонікотиноїдних пестицидів, що дозволило використовувати їх протягом 120 днів приблизно на 5 % посівів олійного ріпаку в Англії для захисту від капустяної блішки; учасники кампанії у 2012 році попередили, що пестициди завдають шкоди бджолам, порушуючи їхню відому здатність переміщатися додому.
Трасс урізала субсидії платників податків на сонячні батареї на сільськогосподарських землях, оскільки, на її думку, землю можна було б краще використати для вирощування сільськогосподарських культур, продуктів харчування та овочів. Вона назвала сільське господарство та продукти харчування «осередками інновацій» і сприяла виробництву та експорту британських продуктів харчування.
У березні 2015 року вона була одним із двох членів кабінету міністрів, які проголосували проти пропозицій уряду щодо запровадження простої упаковки для цигарок, що технічно було вільним голосуванням.

### Секретар юстиції (2016—2017)
14 липня 2016 року Трасс була призначена державним секретарем юстиції та лордом-канцлером у першому уряді Терези Мей. Трасс стала першою жінкою, яка обійняла будь-яку посаду, і першою жінкою-лордом-канцлером за тисячолітню історію офісу. Рішення Мей призначити її розкритикував тодішній державний міністр юстиції лорд Фолкс, який пішов із уряду, поставивши запитання, чи матиме Трасс вплив, щоб мати можливість протистояти прем'єр-міністру, коли це необхідно, від імені судді. Сама Трасс сказала, що він не зв'язувався з нею до того, як оприлюднив свою критику, і вона ніколи не зустрічалася і не розмовляла з ним.
У листопаді 2016 року Трасс знову розкритикували, у тому числі колишній генеральний прокурор Домінік Грів та Колегія адвокатів у кримінальних справах, за нездатність більш рішуче підтримати судову систему та принцип незалежності судової системи після того, як троє суддів окружного суду зазнали нападів з боку політиків, та з Daily Mail за рішення проти уряду у справі Р. (Міллер) проти державного секретаря щодо виходу з Європейського Союзу. Лорд Фалконер, колишній лорд-канцлер, який раніше припускав, що, як і її безпосередні попередники Кріс Грейлінг і Майкл Гоув, Трасс не вистачало необхідних юридичних знань, яких вимагає конституція, і закликав її до звільнення з посади міністра юстиції, оскільки її відповідь, що здається неадекватною, «сигналізує суддям про те, що вони втратили свого конституційного захисника».

### Головний секретар скарбниці (2017—2019)
11 червня 2017 року, після загальних виборів, Трасс було переведено на посаду головного секретаря скарбниці, відвідувача уряду, але не його повноправного члена, що деякі розцінили як зниження на посаді.
Трасс із ентузіазмом просувала свою присутність у Твіттері та Інстаграмі. The Times описала це як неортодоксальний підхід, який завоював її шанувальників. Вона також брала активну участь у запуску групи кампанії вільного ринку Freer. Повідомляється, що деякі з її державних службовців вважали її перебування на посаді головного секретаря «втомливим» через її напружений робочий графік та її звички ставити чиновникам питання на множення через випадкові проміжки часу.
У червні 2018 року Трасс виступила з промовою, у якій виклала заявлену нею відданість свободі та свободі особистості. Вона розкритикувала правила, що заважають життю людей, і попередила, що підвищення податків може призвести до того, що торі будуть «роздавлені» на виборах; зокрема, вона розкритикувала колег-міністрів, які, на її думку, повинні розуміти, що це не мачо просто вимагати більше грошей. Набагато складніше вимагати більшої цінності та кинути виклик краплі особистих інтересів у вашому відомстві".
2019 року Трасс заявила, що може бути кандидатом у лідери Консервативної партії на зміну Мей. Проте зрештою вона вирішила не балотуватися і підтримала Бориса Джонсона.

### Секретар з міжнародної торгівлі (2019—2021)

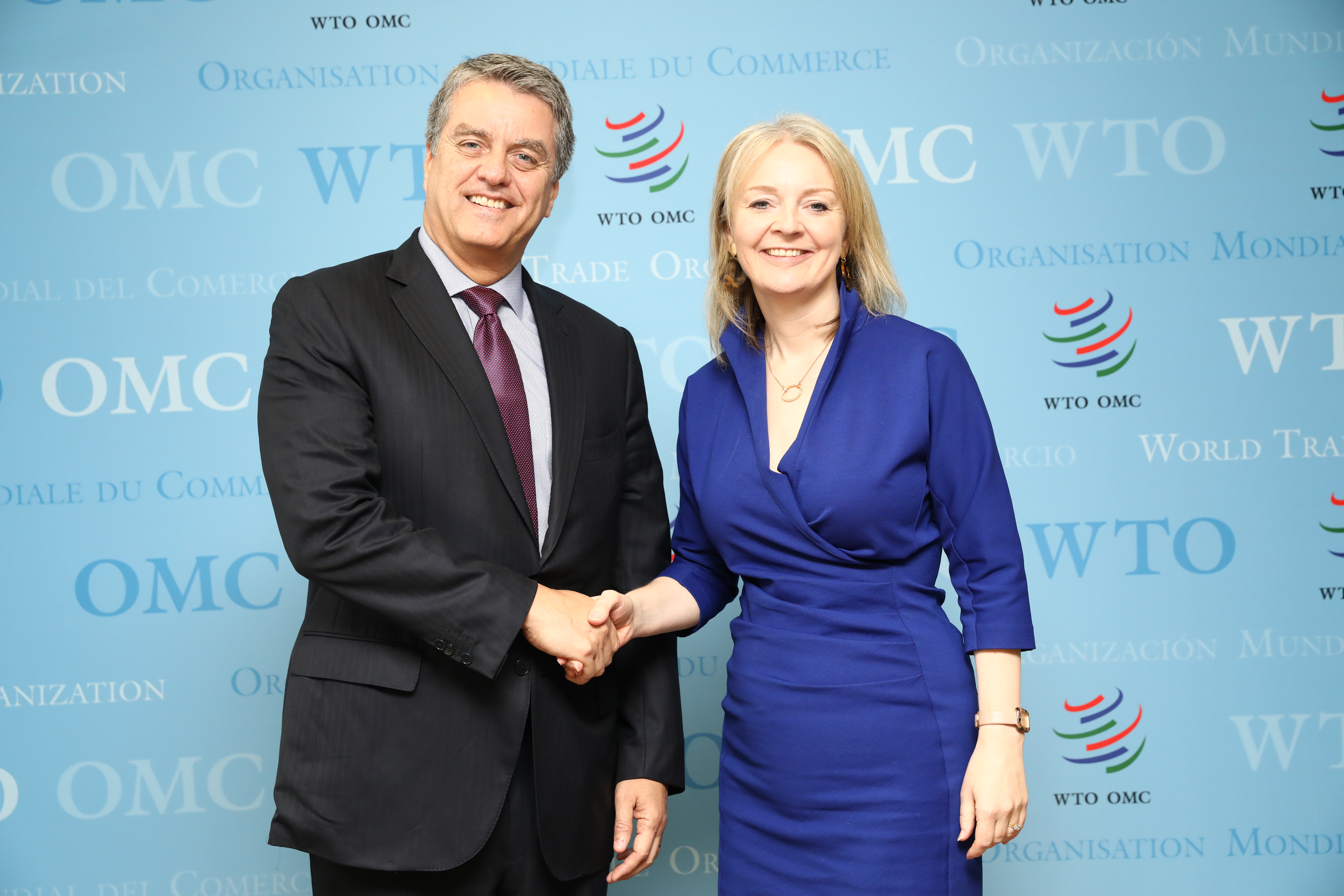
Трасс з Роберто Азеведо на саміті Світової організації торгівлі в Женеві, 9 жовтня 2019

Після того, як Борис Джонсон став прем'єр-міністром, Трасс здобула просування по службі в обмін на її підтримку під час його передвиборчої кампанії, під час якої вона консультувала Джонсона з економічної політики та була архітектором планів зниження податків для людей, які заробляють понад 50 000 фунтів стерлінгів. Отже, передбачалося, що вона буде призначена канцлером скарбниці або секретарем у справах бізнесу, але натомість її було підвищено до посади державного секретаря з міжнародної торгівлі та президента Ради з торгівлі. Після відставки Ембер Радд Трасс було додатково призначено міністром у справах жінок та рівноправності.
Двічі у вересні 2019 року Трасс заявляла, що Міністерство міжнародної торгівлі «ненавмисно» дозволило відправлення радіозапчастин та повітроохолоджувача до Саудівської Аравії з порушенням постанови Апеляційного суду, який встановив, що Велика Британія продає зброю Саудівській Аравії за використання у війні. Поки Трасс вибачалась у комітеті палати громад з контролю за експортом зброї, депутати від опозиції заявили, що її вибачень недостатньо, і закликали її піти у відставку за порушення закону.
19 березня 2020 року Трасс представила до парламенту Закон про торгівлю 2021 року, який встановив правову основу для Великої Британії для укладання торгових угод із країнами у всьому світі.
7 липня 2020 року Трасс оголосила про скасування річної заборони на експорт зброї та військової техніки до Саудівської Аравії. Вона заявила, що «немає явного ризику того, що експорт зброї та військової техніки до Саудівської Аравії може бути використаний для серйозного порушення міжнародного гуманітарного права».
У серпні 2020 року зустрічі Трасс з Інститутом економіки видалили з відкритих джерел, оскільки їх було перекваліфіковано на «особисті бесіди», які, за словами Лейбористської партії, викликали стурбованість щодо прозорості та чесності на державних посадах.
Трасс провела переговори щодо укладання угоди про вільну торгівлю між Великою Британією та Японією після Виходу Великої Британії з ЄС. У вересні 2020 року між двома країнами було укладено угоду, за якою, за словами Трасс, «99% експорту до Японії» буде «безмитним». Це була перша велика торгова угода, яку Велика Британія підписала після виходу з Європейського Союзу, і Трасс назвала її «історичним моментом»; вона переважно копіювала наявну торговельну угоду, яку ЄС узгодив із Японією. За цим слідували наново укладені торгові угоди з Австралією, Новою Зеландією, Норвегією, Ісландією та Ліхтенштейном.
У грудні 2020 року Трасс виступила з промовою про політику рівності, у якій заявила, що Велика Британія надто багато уваги приділяє «модним» расовим, сексуальним та гендерним питанням на шкоду бідності та географічній нерівності. У своєму виступі вона оголосила, що уряд і держслужбовці більше не проходитимуть тренінги з несвідомого упередження.

### Міністр закордонних справ (2021—2022)

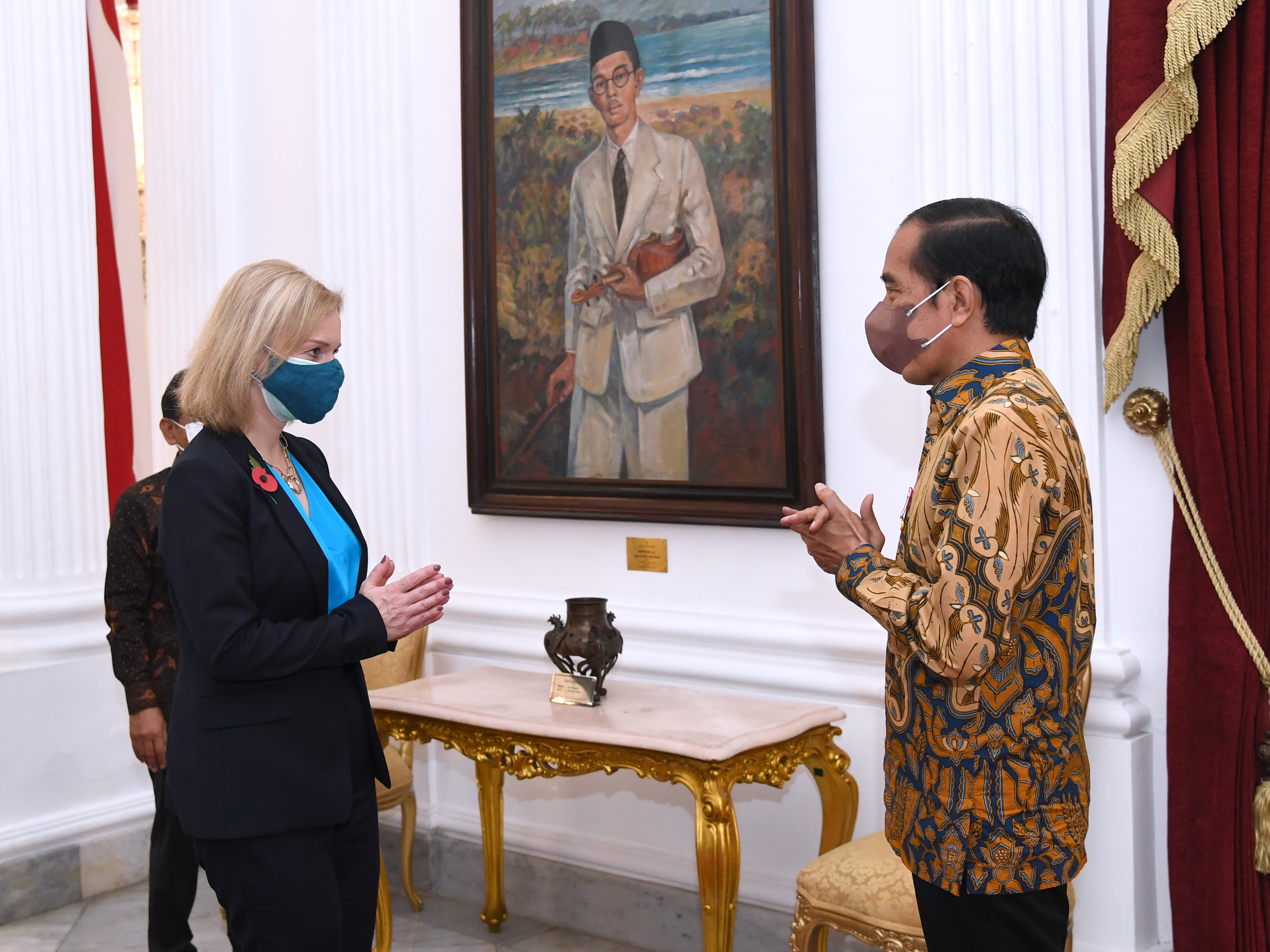
Зустріч Трасс з президентом Індонезії Джоко Відодо у Джакарті 11 листопада 2021

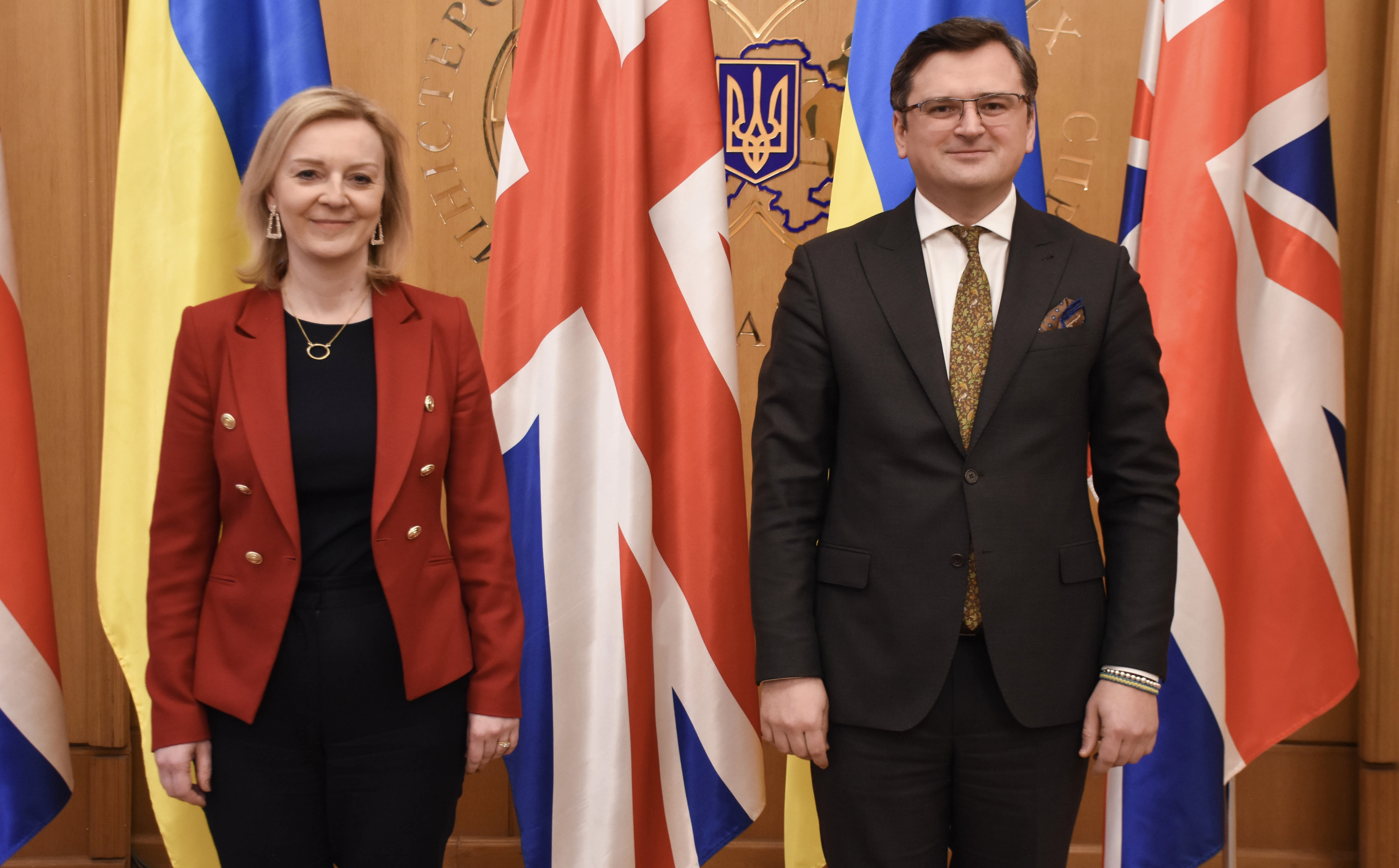
Трасс зі своїм українським візаві Дмитром Кулебою у Києві, 17 лютого 2022

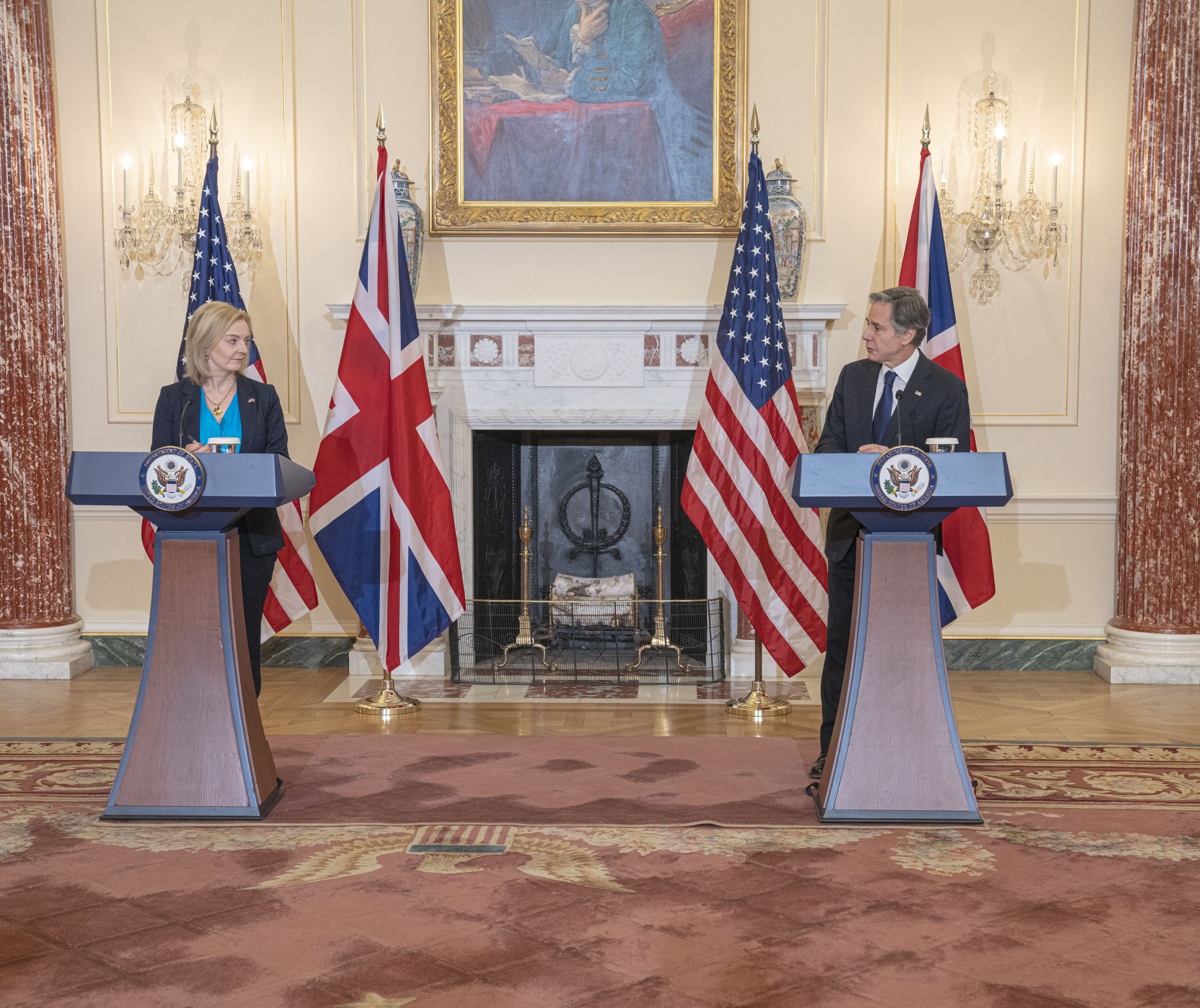
Зустріч Трасс з держсекретарем США Ентоні Блінкеном у Вашингтоні 9 березня 2022

15 вересня 2021 року під час перестановок у кабінеті міністрів Джонсон підвищив Трасс з міністра міжнародної торгівлі до державного секретаря із закордонних справ, справ Співдружності та розвитку, ставши таким чином другою жінкою, яка обійняла цю посаду після Маргарет Беккет.
На конференції ООН зі зміни клімату 2021 року в Глазго вона заявила, що Франція поводилася неприйнятно під час суперечки про рибальство на Джерсі.
У жовтні 2021 року вона закликала Росію втрутитися в кризу на кордоні між Білоруссю і Європейським союзом і заявила, що хоче «тісніших торговельних та інвестиційних відносин» з Радою співробітництва країн Перської затоки, до якої входять Саудівська Аравія і Катар. У листопаді 2021 року Трасс та її ізраїльський колега Яїр Лапід оголосили про нову десятирічну угоду, спрямовану на те, щоб перешкодити Ірану розробляти ядерну зброю. У грудні 2021 року вона зустрілася із Сергієм Лавровим у Стокгольмі, закликавши Росію до миру в Україні.
5 листопада 2021 року вона закликала до припинення вогню у війні Тиграй між ефіопськими повстанськими групами та урядом Ефіопії на чолі з Абієм Ахмедом, заявивши, що «немає військового рішення і що необхідні переговори, щоб уникнути кровопролиття та встановити міцний світ».
У січні 2022 року колишній Прем'єр-міністр Австралії Пол Кітінг, який працює в міжнародній раді Банку розвитку Китаю, звинуватив Трасс у «божевільних» коментарях про китайську військову агресію в Тихому океані, заявивши, що «Велика Британія страждає маренням позбавлення величі та актуальності».
Трасс було призначено в грудні 2021 року головним переговорником британського уряду з ЄС після відставки лорда Фроста. 30 січня 2022 р. вона заявила у програмі BBC Sunday Morning, що «ми забезпечуємо і пропонуємо додаткову підтримку нашим балтійським союзникам через Чорне море, а також забезпечуємо українців захисним озброєнням». Російська дипломатка-пропагандистка Марія Захарова висміяла це в пості на Facebook, оскільки країни Балтії розташовані на Балтійському морі або поблизу нього, а не на Чорному морі, яке знаходиться за 700 миль від Балтійського моря. Її заплановану поїздку в Україну було скасовано після того, як 31 січня 2022 року вона мала позитивний результат на COVID-19.
6 лютого 2022 року Трасс попередила, що «Китай має поважати суверенітет Фолклендських островів», і захистила Фолклендські острови як «частину британської родини» після того, як Китай підтримав претензії Аргентини на острови.
27 квітня 2022 виголосила ключову промову у Лондоні, у якій ідеться про ставлення до агресії Росії в Україні і новий підхід Великої Британії до альянсів і колективної безпеки.

## Вибори голови Консервативної партії Великої Британії

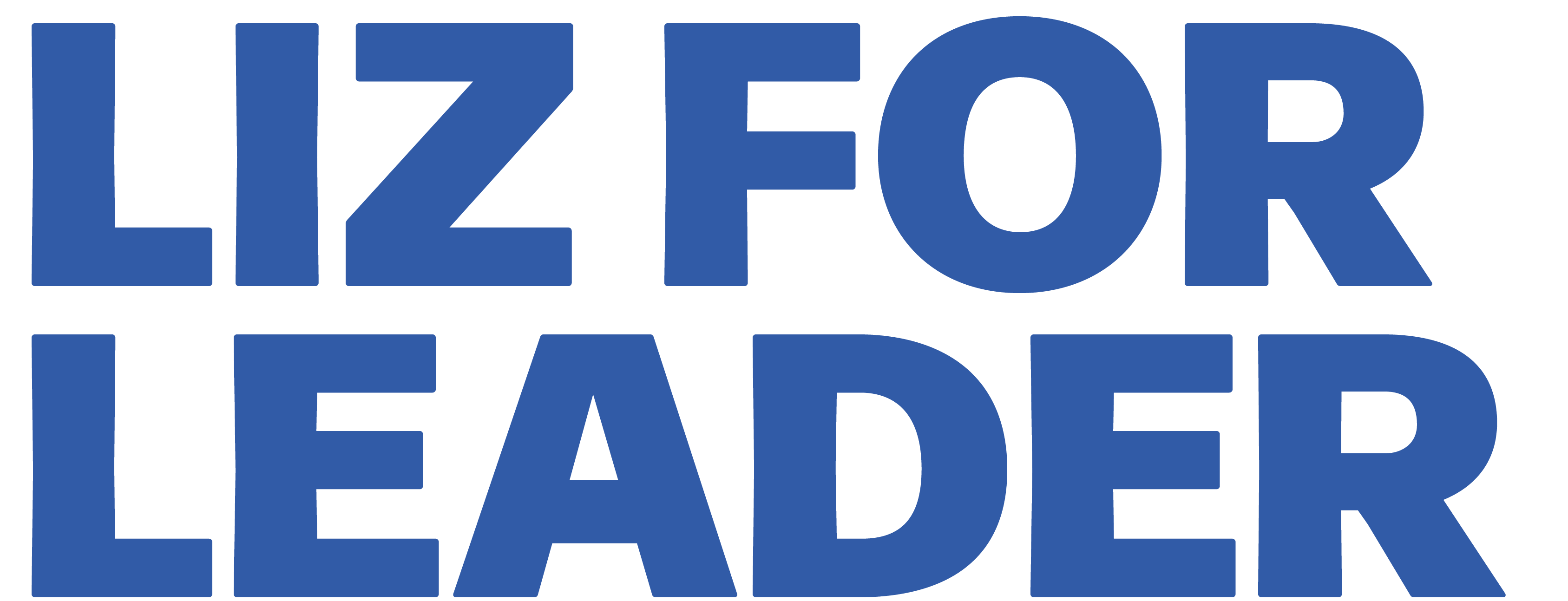
Логотип кампанії Трасс на виборах лідера Консервативної партії

10 липня 2022 року Трасс оголосила про свій намір балотуватися на виборах керівництва Консервативної партії, щоб замінити Бориса Джонсона. Вона пообіцяла знизити податки першого ж дня, якщо її оберуть, і сказала, що «боротиметься на виборах як консерватор і правитиме як консерватор», додавши, що вона також вживе «негайних заходів, щоб допомогти людям впоратися з вартістю життя». Вона сказала, що скасує заплановане підвищення корпоративного податку і скасує недавнє підвищення ставок національного страхування, що фінансується шляхом відстрочки дати, до якої планується скоротити державний борг, у межах «довгострокового плану зменшити розмір держави та податковий тягар». 5 вересня 2022 оголосили, що Трасс перемогла свого опонента Ріші Сунака в перегонах за лідерство консерваторів, набравши 81 326 голосів проти 60 399.

## Прем'єр-міністр Сполученого Королівства
5 вересня 2022 року, через день після того, як вона стала лідером Консервативної партії, королева Єлизавета II призначила Трасс прем'єр-міністром, вона стала третьою жінкою-прем'єр-міністром Британії після Маргарет Тетчер та Терези Мей. Трасс перемогла свого прямого конкурента Ріші Сунака з відривом у 35 % голосів (60399 проти 81326).
6 вересня 2022 року Трасс заявила партійним активістам у лондонському конференц-центрі королеви Єлизавети II, що вона «впорається з енергетичною кризою», розібравшись із рахунками та збільшивши внутрішні джерела енергії у Британії. Протягом першого тижня роботи Трасс пообіцяла оприлюднити план боротьби Британії з енергетичною кризою.
20 жовтня 2022 року Прем'єр-міністр Великої Британії Ліз Трасс подала у відставку. Очільниця уряду вступила із заявою на Даунінг-стріт близько 15:30 за київським часом. Вона також повідомила королю Чарльзу, що йде у відставку з поста лідера Консервативної партії.
Репортерам Прем'єр-міністр сказала, що прийшла на посаду в період «великої економічної та міжнародної нестабільності», і також, що її уряд виплатив рахунки за електроенергію та скоротив національне страхування, а також виклав бачення «економіки з низькими податками та високим темпом зростання». Вона перебувала на посаді прем'єр-міністра, доки не склав присягу її наступник, Ріші Сунак.
Ліз Трасс перебувала на посаді лише 45 днів — це найкоротший термін перебування на посаді прем'єр-міністра Великої Британії. Другим за найкоротшим терміном перебування на посаді прем'єр-міністра був Джордж Каннінг, який пропрацював 119 днів від призначення до смерті в 1827 році. Лідер лейбористів Кір Стармер наголосив, що необхідно провести загальні вибори «негайно» після того, як Ліз Трасс оголосила про свою відставку з поста прем'єр-міністра.
У жовтні 2022 року стало відомо про злам особистого телефону Трасс російськими хакерами, це сталося під час її перебування на посаді міністра закордонних справ Великої Британії.

## Особисте життя
З 2000 року чоловік — Г'ю О'Лірі, бухгалтер; пара має двох доньок. З 2004 до середини 2005 р. Трасс мала позашлюбний зв'язок із одруженим депутатом Марком Філдом, якого Консервативна партія призначила політичним наставником Трасс. Проте, її шлюб із О'Лірі пережив роман.